# Yet to Come (The Most Beautiful Moment)
«Yet to Come (The Most Beautiful Moment)» es una canción del grupo surcoreano BTS lanzada el 10 de junio de 2022 a través de Big Hit y Universal Music Group como el sencillo principal de su primer álbum antológico Proof. Musicalmente, pertenece al género alternative hip hop y su letra aborda la reflexión del grupo sobre su carrera desde 2013 y cómo miran al futuro.
«Yet to Come (The Most Beautiful Moment)» es su primer sencillo original en coreano desde «Life Goes On» (2020). En general, recibió comentarios positivos por parte de los críticos. 

## Reconocimientos
| Programa         | Fecha               | Ref.  |
| ---------------- | ------------------- | ----- |
| Show Champion    | 15 de junio de 2022 | [ 1 ] |
| M Countdown      | 16 de junio de 2022 | [ 2 ] |
| M Countdown      | 23 de junio de 2022 | [ 3 ] |
| M Countdown      | 30 de junio de 2022 | [ 4 ] |
| Music Bank       | 17 de junio de 2022 | [ 5 ] |
| Music Bank       | 24 de junio de 2022 | [ 6 ] |
| Show! Music Core | 25 de junio de 2022 | [ 7 ] |
| Inkigayo         | 19 de junio de 2022 | [ 8 ] |
| Inkigayo         | 26 de junio de 2022 | [ 9 ] |

## Posicionamiento en listas

### Semanales
| Lista (2022)                      | Mejor posición |
| --------------------------------- | -------------- |
| Australia (ARIA)                  | 17             |
| Alemania (Official German Charts) | 63             |
| Global 200 (Billboard)            | 2              |
| Global Excl. U.S. (Billboard)     | 1              |
| Corea del Sur (Gaon)              | 4              |
| Irlanda (IRMA)                    | 34             |
| Italia (FIMI)                     | 98             |
| Japón (Japan Hot 100)             | 5              |
| Nueva Zelanda (Recorded Music NZ) | 24             |
| Reino Unido (OCC)                 | 27             |
| Suecia (Sverigetopplistan)        | 20             |
| Suiza (Schweizer Hitparade)       | 41             |

## Historial de lanzamiento
| País   | Fecha               | Formato                       | Sello     | Ref.   |
| ------ | ------------------- | ----------------------------- | --------- | ------ |
| Italia | 17 de junio de 2022 | Hit contemporáneo de la radio | Universal | [ 22 ] |